# As Time Goes By: The Great American Songbook 2
As Time Goes By: The Great American Songbook 2 è il ventunesimo album in studio di Rod Stewart, pubblicato nel 2003 dalla J Records; raggiunse la prima posizione in Canada.
È il secondo di una serie di album che raccolgono alcuni classici del pop interpretati da Stewart. Contiene duetti con Cher, Queen Latifah e Ana Belén.
Le versioni per i mercati inglese e giapponese includono rispettivamente una e tre bonus track.

## Tracce
1. Time After Time – 2:59 (Sammy Cahn, Jule Styne)
2. I'm in the Mood for Love – 3:07 (Dorothy Fields, Jimmy McHugh)
3. Don't Get Around Much Anymore – 2:48 (Duke Ellington, Bob Russell)
4. Bewitched, Bothered and Bewildered (feat. Cher) – 4:14 (Richard Rodgers, Lorenz Hart)
5. Till There Was You – 2:51 (Meredith Willson)
6. Until the Real Thing Comes Along – 3:38 (Cahn, Saul Chaplin, L.E. Freeman, Mann Holiner, Alberta Nichols)
7. Where or When – 3:10 (Rodgers, Hart)
8. Smile – 3:13 (Charlie Chaplin, Geoffrey Claremont Parsons, John Turner)
9. My Heart Stood Still – 3:03 (Rodgers, Hart)
10. Someone to Watch Over Me – 3:31 (George Gershwin, Ira Gershwin)
11. As Time Goes By (feat. Queen Latifah) – 3:50 (Herman Hupfeld)
12. I Only Have Eyes for You (feat. Ana Belén) – 3:08 (Al Dubin, Harry Warren)
13. Crazy She Calls Me – 3:28 (Russell, Carl Sigman)
14. Our Love Is Here to Stay – 2:57 (G. Gershwin, I. Gershwin)

Bonus track per Inghilterra e Giappone
1. My Favourite Things – 2:55 (Rogers, Oscar Hammerstein II)

Bonus track per il Giappone
1. These Foolish Things (Remind Me of You) (live) – 3:47 (Jack Strachey, Holt Marvell)
2. The Way You Look Tonight (live) – 3:50 (Jerome Kern, Dorothy Fields)